# Citey

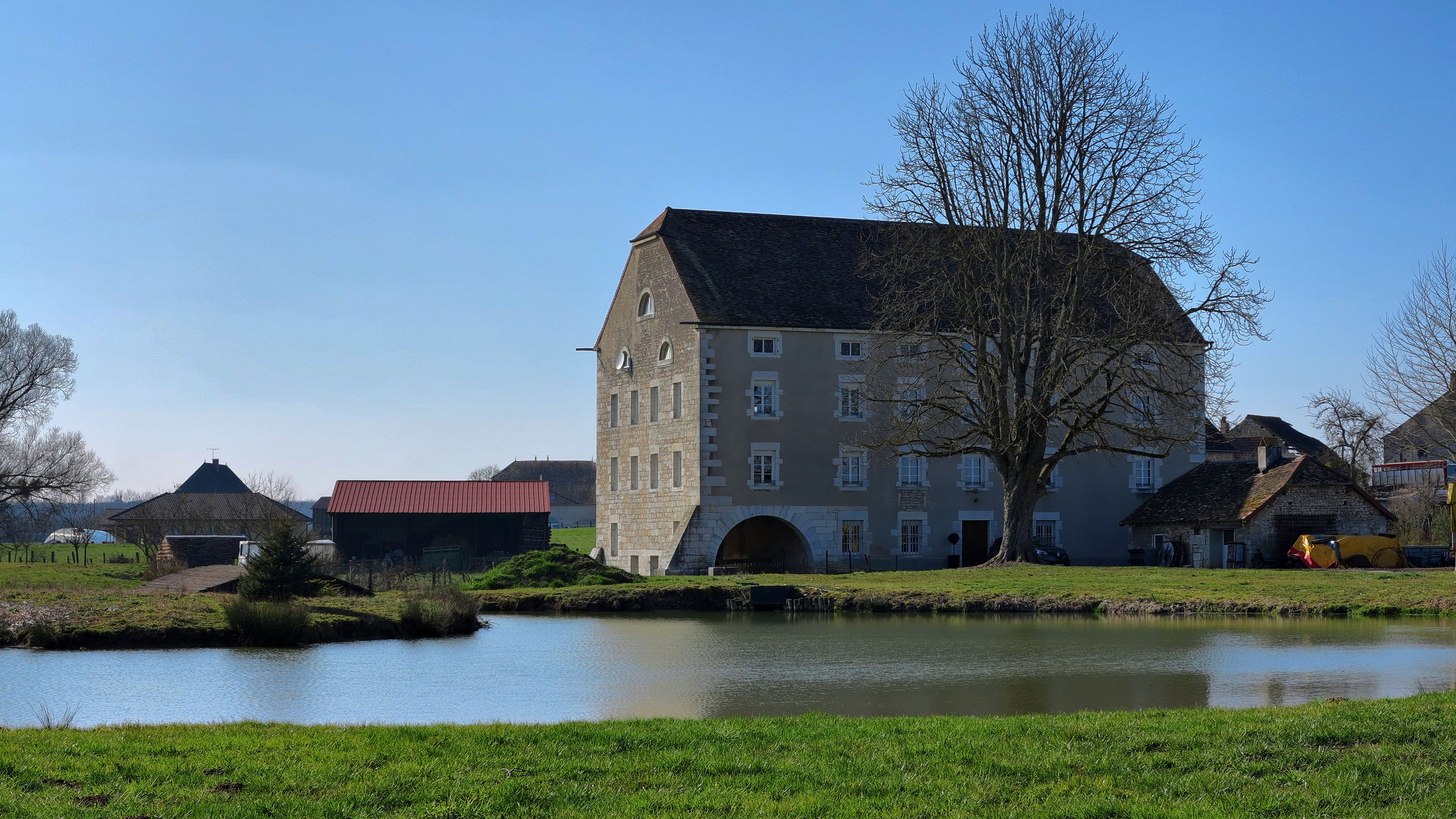
Citey, Mühle (2016)

Citey ist eine Gemeinde im französischen Département Haute-Saône in der Region Bourgogne-Franche-Comté.

## Geographie
Citey liegt auf einer Höhe von 210 m über dem Meeresspiegel, drei Kilometer nordnordwestlich von Gy und etwa 28 Kilometer nordwestlich der Stadt Besançon (Luftlinie). Das Dorf erstreckt sich im Südwesten des Départements, im Becken der Saône, nördlich des Flusslaufs der Morte in der Ebene von Gy.
Die Fläche des 5,76 km² großen Gemeindegebiets umfasst einen Abschnitt der leicht gewellten Landschaft südöstlich der Saône. Die südliche Grenze verläuft entlang der Morte, welche für die Entwässerung nach Westen zur Saône sorgt. Die Talebene liegt auf durchschnittlich 200 m und besitzt fruchtbare Alluvialböden, welche landwirtschaftlich genutzt werden. Vom Flusslauf der Morte erstreckt sich das Gemeindeareal nordwärts in die nur schwach reliefierte Landschaft der Petits Bois de Gy, die aus tertiären Ablagerungen aufgebaut ist. Mit 257 m wird hier die höchste Erhebung von Citey erreicht. Begrenzt wird das Gebiet von zwei kurzen rechten Seitenbächen der Morte, dem Ruisseau de la Fontaine Rouge im Westen und dem Ruisseau de Buland im Osten.
Nachbargemeinden von Citey sind Angirey im Norden, Vellefrey-et-Vellefrange im Osten, Gy im Süden sowie Colombine im Westen.

## Geschichte
Erstmals urkundlich erwähnt wird Citey im Jahr 1253. Im Mittelalter gehörte das Dorf zur Freigrafschaft Burgund und darin zum Gebiet des Bailliage d’Amont. Eine bedeutende Adelsfamilie, die hier zwei Schlösser errichten ließ, benannte sich nach Citey. Beide Schlösser wurden 1595 von Truppen zerstört, die von Louis de Beauvau befehligt wurden. Zusammen mit der Franche-Comté gelangte Citey mit dem Frieden von Nimwegen 1678 definitiv an Frankreich. Heute ist Citey Mitglied des 20 Ortschaften umfassenden Gemeindeverbandes Communauté de communes des Monts de Gy.

## Sehenswürdigkeiten
Die Dorfkirche von Citey wurde im 18. Jahrhundert erbaut. Aus dem 19. Jahrhundert stammt die ehemalige Mühle am Dorfausgang in Richtung Gy, die mit dem Wasser der Morte betrieben wurde.

## Bevölkerung
| Jahr                       | 1962 | 1968 | 1975 | 1982 | 1990 | 1999 |
| Einwohner                  | 89   | 72   | 68   | 70   | 75   | 80   |
| Quellen: Cassini und INSEE |      |      |      |      |      |      |

Mit 106 Einwohnern (1. Januar 2022) gehört Citey zu den kleinsten Gemeinden des Département Haute-Saône. Nachdem die Einwohnerzahl in der ersten Hälfte des 20. Jahrhunderts deutlich abgenommen hatte (1881 wurden noch 186 Personen gezählt), wurde seit Mitte der 1970er Jahre wieder ein leichtes Bevölkerungswachstum verzeichnet.

## Wirtschaft und Infrastruktur
Citey war bis weit ins 20. Jahrhundert hinein ein vorwiegend durch die Landwirtschaft (Ackerbau, Obstbau und Viehzucht) und die Forstwirtschaft geprägtes Dorf. Außerhalb des primären Sektors gibt es nur wenige Arbeitsplätze im Dorf. Einige Erwerbstätige sind auch Wegpendler, die in den größeren Ortschaften der Umgebung ihrer Arbeit nachgehen.
Der Ort liegt abseits der größeren Durchgangsachsen an einer Departementsstraße, die von Gy nach Angirey führt. Eine weitere Straßenverbindung besteht mit Bucey-lès-Gy.